# عباس‌آباد قره‌آغاج
عباس‌آباد قره‌آغاج یک منطقهٔ مسکونی در ایران است که در دهستان حکیم‌آباد واقع شده‌است. براساس سرشماری مرکز آمار ایران در سال ۱۳۹۵، عباس‌آباد قره‌آغاج ۱۷ نفر جمعیت دارد.